# Couepia parvifolia
Couepia parvifolia är en tvåhjärtbladig växtart som beskrevs av Ghillean `Iain' Tolmie Prance. Couepia parvifolia ingår i släktet Couepia och familjen Chrysobalanaceae. Inga underarter finns listade i Catalogue of Life.